# 平野友輔

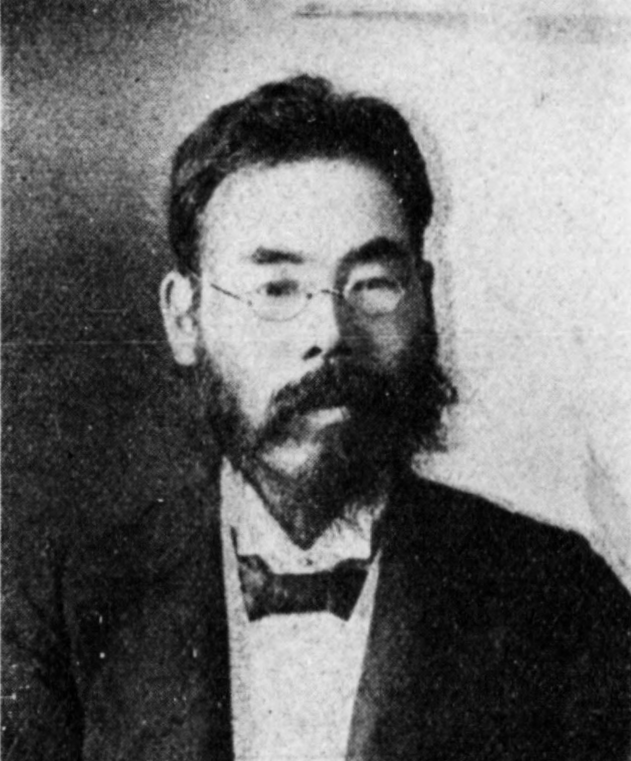
平野友輔

平野 友輔（ひらの ともすけ、1857年2月3日〈安政4年1月9日〉 - 1928年〈昭和3年〉4月3日）は、日本の医師、政治家。衆議院議員。

## 経歴
相模国高座郡藤沢宿（のち神奈川県高座郡藤沢大坂町、現:藤沢市）で、薬種商・平野六三郎、ツル夫妻の長男として生まれる。読書院（後の耕余塾）に通い小笠原東陽に漢学を学んだ。1875年（明治8年）10月、第十八大区小学校（現藤沢市立藤沢小学校）の代用教員となる。1880年頃から自由民権運動に加わる。1883年8月、東京大学医学部別課を卒業した。
1884年、神奈川県南多摩郡八王子に移住し医院を開業して、診療は午前のみで、午後には民権運動の活動を行う。八王子でキリスト教に入信。石坂昌孝の娘・美那子と婚約していたが、美那子が北村透谷の下に走り、1888年に婚約を解消した。
1889年、帰郷して医院を開業。1892年、看護婦の安田鐙（とう、藤子）と結婚。
1901年、政界浄化のため三觜舜太郎らと神奈川県公正倶楽部を設立。1902年8月の第7回衆議院議員総選挙で神奈川県郡部から無所属で出馬して当選し、衆議院議員を一期務めた。
地元では、湘南中学校・藤沢小学校・鵠沼小学校・明治小学校の校医、藤沢小学校後援会長などを務めた。1924年（大正13年）9月19日、藤沢駅落成祝賀会で祝辞を述べた後に脳溢血を起こし半身不随となり、約4年間の闘病生活を過ごして死去した。

## 著作
- 『槙の葉』平野藤子、1934年。

## 親族
- 二女 平野恒子（白峰会理事長・横浜女子短期大学学長）[19]
- 四女 田村武子（白百合女子大学教授）[19]